# Brom
Brom (græsk: bromos, dansk: ~ stank betydende "stærkt lugtende") er et grundstof med symbolet Br med atomnummeret 35. Det er et halogen. Grundstoffet blev isoleret første gang af de to kemikere Carl Jacob Löwig og Antoine Jerome Balard i 1825–1826. Brom er en dampende rødbrun væske ved stuetemperatur, korrosivt og giftig, med egenskaber mellem chlor og iod. Frit brom findes ikke naturligt, men findes som farveløse opløselige krystallinske halidmineralske salte.
Brom er mere sjældent end tre-fjerdedele af grundstofferne i Jordens overflade. Den høje opløselighed af bromidioner har gjort, at det er blevet akkumuleret i havene, og kommercielt bliver brom nemt ekstraheret af saltvandssøer, hovedsageligt i USA, Israel og Kina. I 2007 blev der produceret omkring 556.000 tons brom, hvilket er omtrent den samme mængde som det langt almindeligere grundstof magnesium.
Ved høje temperaturer bliver organobromforbindelser nemt omdannet til frie brom-atomer, en proces der kan stoppe frie radikaler i kemiske kædereaktioner. Denne effekt gør organobromforbindelser anvendelige som flammehæmmer; mere end halvdelen af den brom som bliver produceret industrielt på verdensplan hvert år, bliver brugt som flammehæmmer. Desværre gør den samme effekt at sollys omdanner flygtige organobromforbindelser til frie brom-atomer i atmosfæren, og en uønsket bivirkning ved dette er dannelsen af ozonhuller. Som et resultat af dette er mange organobromforbindelser som tidligere blev brugt som pesticid bl.a. bromomethan. Bromforbindelser bliver stadig brugt til forskellige formål som borevæske, fotografisk film og som intermedieat under fremstillingen af organiske kemikalier.
Man troede længe at brom ikke havde nogen essentiel funktion i pattedyr, men ny forskning indikerer at brom er nødvendig for udviklingen af væv. Derudover bliver brom brugt frem for chlor af antiparasitiske enzymer i immunforsvaret. Organobromider er nødvendige og bliver dannet enzymatisk fra brom af nogle af de lavere livsformer i havet, særligt alger, og asken i tang var en af kilderne til opdagelsen af brom. Som lægemiddel bruges bromidionen, Br−, som inhibator i centralnervesystemet og bromidsalte var på et tidspunkt meget anvendt som beroligende middel før det blev erstattet af korterevirkende stoffer. De har fortsat en niche som antiepileptikum.

## Bromforbindelser
- Kaliumbromid
- Bromravsyre
- Bromcyklohexan
- 2C-B, eller 4-bromo-2,5-dimethoxyphenethylamin (Bromo, Nexus, Venus)
- Bromeret flammehæmmer, RoHS-direktivet, Persisterende organiske forurenere